# Amit Arieli
Amit Arieli (Tel Aviv, 1977) è un musicista, clarinettista e compositore israeliano.

## Biografia
Si è diplomato in clarinetto presso il Conservatorio di Musica Luigi Cherubini di Firenze  nel 1994. Si è laureato in Medicina e Chirurgia nel 2004. Ha tenuto conferenze sulla prassi esecutiva della Musica Ebraica e del Klezmer presso l'Università della Basilicata, l'Istituto Italiano di Vilnius, il Jewish Museum di Mosca, l'Istituto di Cultura di Haifa, l'Yiddish Book Center di Boston.
Dal 1996 al 2004 si esibisce con il Quartetto Lokshen insieme a Enrico Fink, Alessandro Francolini e Stefano Bartolini, registrando due cd (Lokshen, Materiali Sonori 2000; Il Ritorno alla Fede del Cantante di Jazz, Materiali Sonori 2005). Nel 2005 fonda la New Old Klezmer Band, formazione specializzata nella Musica Klezmer, Balcanica e tradizionale Ebraica con cui si esibisce in centinaia di festival e rassegne musicali in Europa, Stati Uniti, Russia, Giappone e Israele. Ha collaborato con la nota cantante italiana Antonella Ruggiero, con Yair Dalal, Miriam Toukan.
È compositore di musiche per film e documentari.

## Opere
- New Old Klezmer, Milano, Ethnoworld, 2005.

## Riconoscimenti
- Premio European Association for Jewish Culture 2005